# Bernard Antony
Bernard Antony, även känd under sin pseudonym Romain Marie, är en fransk journalist, essäist och politiker, född i Tarbes (Hautes-Pyrénées) den 28 november 1944.
Han var medlem i Front National från 1984 till 2004 och är en av de ledande representanterna för traditionalistiskt katolsk sensibilitet inom de fransknationalistiska och högernationella miljöerna.
Han är också grundare av Alliance générale contre le racisme et pour le respect de l'identité française et chrétienne (AGRIF) där han, i synnerhet, ofta har förklarat innebörden av "fransk patriotism" som något som inte kan "vara en devaluering till en hednisk och rasistisk sakralisering av den vita huden, lika oacceptabel som antivit rasism" (pressmeddelande från AGRIf 26-02-2018).